# 白龍天
白 龍天（ペク・リョンチョン、朝鮮語: 백룡천、1962年 - ）は、朝鮮民主主義人民共和国の政治家。朝鮮民主主義人民共和国中央銀行総裁、朝鮮労働党中央委員会委員候補などを歴任。白南淳元外相の三男。

## 経歴
1962年に白南淳元外相の三男として平壌直轄市で生まれる。2002年に朝鮮労働党統一戦線部経済研究院に、2004年に内閣事務局部長に就任した。2007年にソウルで行われた韓悳洙総理と金英逸総理の間で行われた第1回南北首相会談に参加するため韓国を訪問するなど、2度韓国を訪問した。2010年9月に朝鮮労働党中央委員会委員候補に選出され、2011年に朝鮮民主主義人民共和国中央銀行総裁に就任した。2014年に解任された。後任は金千均。

## 参考サイト
- 북한정보포털

| 先代李光昆 | 朝鮮民主主義人民共和国中央銀行総裁2011年 - 2014年 | 次代金千均 |